# US Airways-vlucht 1549
US Airways-vlucht 1549 was een passagiersvlucht van de Amerikaanse luchtvaartmaatschappij US Airways die op 15 januari 2009 vlak na het opstijgen in een geslaagde noodlanding in de Hudson eindigde.
Het vliegtuig, een Airbus A320-214, was op weg van New York naar Seattle, met een geplande tussenstop in Charlotte. Alle 155 inzittenden overleefden het ongeluk, mede dankzij het optreden van de gezagvoerder, Chesley Sullenberger, en de copiloot Jeffrey Skiles.

## Het ongeluk

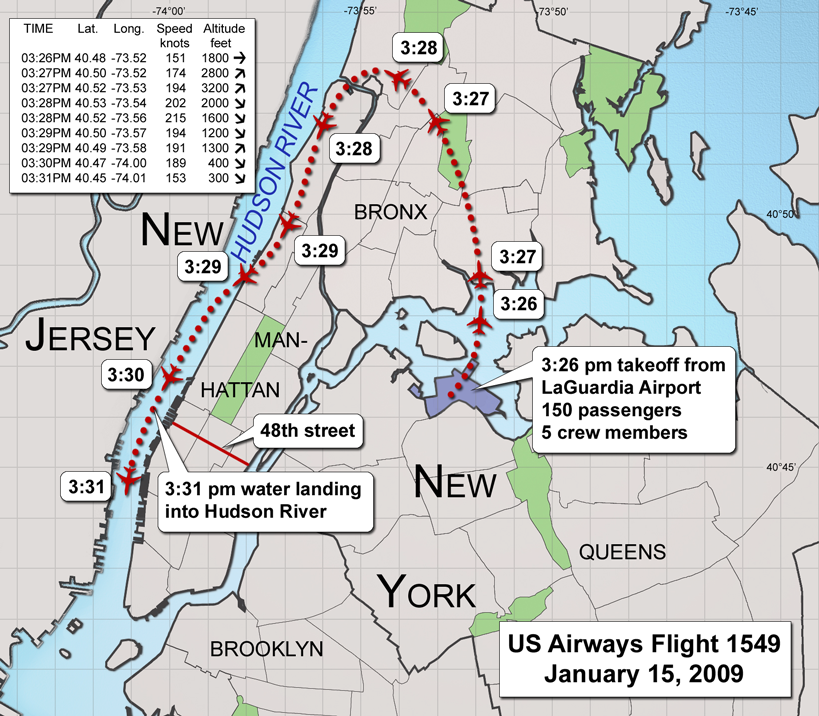
De route van US Airways-vlucht 1549

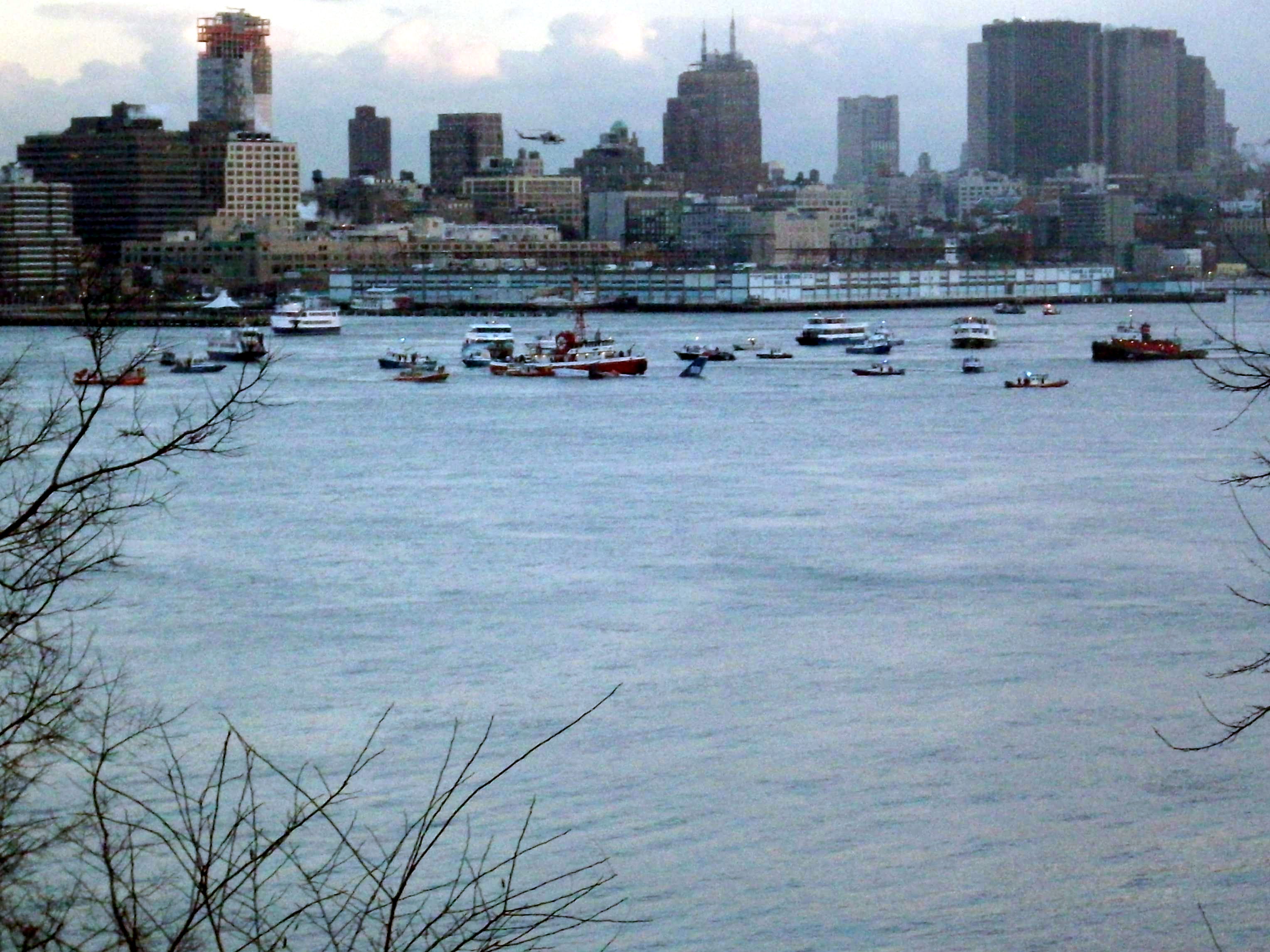
Het vliegtuig in de Hudson, omgeven door boten van de U.S. Coast Guard, politie, brandweer en veerboten

Op 15 januari 2009 om 15.26 uur steeg vlucht 1549 op van startbaan 04 van LaGuardia Airport in New York, met aan boord 150 passagiers en 5 bemanningsleden.
De gezagvoerder meldde de luchtverkeersleider dat het vliegtuig door een zwerm vogels was gevlogen. Beide motoren waren uitgevallen, waardoor het vliegtuig een noodlanding moest maken. Passagiers meldden dat ze een sterke brandstofgeur roken.
De luchtverkeersleiding opperde om een glijvlucht naar de dichtst bij gelegen luchthaven te maken, maar de piloot concludeerde dat geen enkel vliegveld veilig te bereiken was. Circa zes minuten na de start landde het vliegtuig op gecontroleerde wijze op het water van de Hudson tussen Manhattan (ter hoogte van 48th Street) en Weehawken (New Jersey).
Onmiddellijk voer een aantal veerboten naar het vliegtuig om de passagiers aan boord te nemen. Alle passagiers hadden het vliegtuig kunnen verlaten en stonden op de vleugels of waren in reddingsbootjes geklommen. De gezagvoerder controleerde het vliegtuig twee keer van achter naar voren voordat ook hij, als laatste, het vliegtuig verliet.
Op 17 januari werd een video van de noodlanding vrijgegeven door de Amerikaanse kustwacht.

## Trivia
Naar aanleiding van het het ongeval werd een film geproduceerd, op 2 september 2016 ging de film Sully in première. De hoofdrol werd vertolkt door Tom Hanks.
Het vliegtuig maakt nu deel uit van de collectie van het Carolinas Aviation Museum in Charlotte.